# El Cárcamo
El Cárcamo es un lugar o paraje histórico, además de un pago agrícola y un caserío español perteneciente al municipio del Huétor Tájar, en la provincia de Granada, comunidad autónoma de Andalucía. Está situado en la parte central de la comarca de Loja, a 2,8 km de Huétor Tájar capital y en el trayecto de la carretera provincial GR-4002 que trascurre desde la localidad panciverde hasta Montefrío. Incluye el caserío de Cárcamo Bajo, que está incorporado a la Base del Patrimonio Histórico de Andalucía, y está formado por dos núcleos yuxtapuestos, y se ordena alrededor de dos patios, en uno de los cuales, el mayor, se sitúa el edificio señorial. Dispone de secadero de tabaco, vivienda de los caseros y gañanía. Los historiadores lo datan en el siglo XVIII, por su fábrica de tapial, su sistema estructural y el formato de los vanos.
Tiene su origen en la explotación de los regadíos del arroyo Vilanos, tras la Reconquista y repartimientos de Loja, a partir de la que se formó un importante caserío que llegó a contar con 285 habitantes en 1940. En la actualidad la importancia del asentamiento ha disminuido. 

## Topónimo
El término Cárcamo es un antropónimo que deriva en un topónimo, que en el caso que nos ocupa, hace referencia a D. Diego de Cárcamo, militar cordobés de gran trascendencia en la destrucción de la fortaleza de Tájara, en 1483
.
Este topónimo, por su origen antroponímico, es habitual en toda España en diversas entidades geográficas y de población. En la actualidad, esta población no está recogida en el nomenclátor de entidades singulares de población que establece el INE, estando englobada dentro de la entidad de la Estación de Huétor Tájar, si bien aparece en ediciones anteriores como la de 1940.
Por otra parte, el topónimo aparece en el Catálogo de Entidades del Nomenclátor Geográfico de Andalucía, (NGA) en distintos términos:
1. Lugar/Paraje El Cárcamo. Pago histórico del municipio de Huétor Tájar que data de los Repartimientos de Loja, en la que se desarrolló un Caserío que ha llegado hasta nuestros días.
2. Edificación Rural Cortijo del Cárcamo Alto. Es la edidicación más significativa del Caserío, dada su antigüedad (su última construcción data del siglo XVII) y su relevancia arquitectónica, que le ha valido para ser incluida en la Base de Datos del Patrimonio Inmueble de Andalucía.
3. Vértice geodésico Cárcamo,[6] localizado en un pequeño promontorio aledaño a la casería.

## Historia
El origen de este lugar se remonta a la repoblación del Reino de Granada en el siglo XV, donde nace esta entidad con la finalidad de la explotación de los terrenos de regadío del arroyo Vilanos. Se ubicaba estratégicamente en el cruce de los caminos reales de Montefrío a Alhama y de Loja a Granada, denominados actualmente Cordel de Loja a Granada y Vereda de Salar.
Esta disposición estratégica y la posibilidad de riego a partir de las aguas del arroyo Vilanos, provocaron la temprana población de esta zona. En 1863 existe un recurso de casación a una sentencia sobre la utilización del agua del arroyo Vilanos para el riego. En la sentencia se nombra a Doña Josefa Velenzuela Gaitán de la Cerda, viuda de Don Gabriel de Pedrosa y sucesora de Diego Ortega en la tenencia del cortijo del Cármamo. Esta heredad se remonta a la merced otorgada por los Reyes Católicos, de 137 fanegas a D. Pedro Aranda el 5 de noviembre de 1491, durante los repartimientos de Loja.
En 1940 la entidad llegó a alcanzar una población de 285 habitantes, según el nomenclátor de dicha fecha, si bien, tras los movimientos de migración de las zonas rurales en las décadas de los años 1960 y 1970, la entidad se ha visto reducido a algunos cortijos y ventas.

## Actualidad

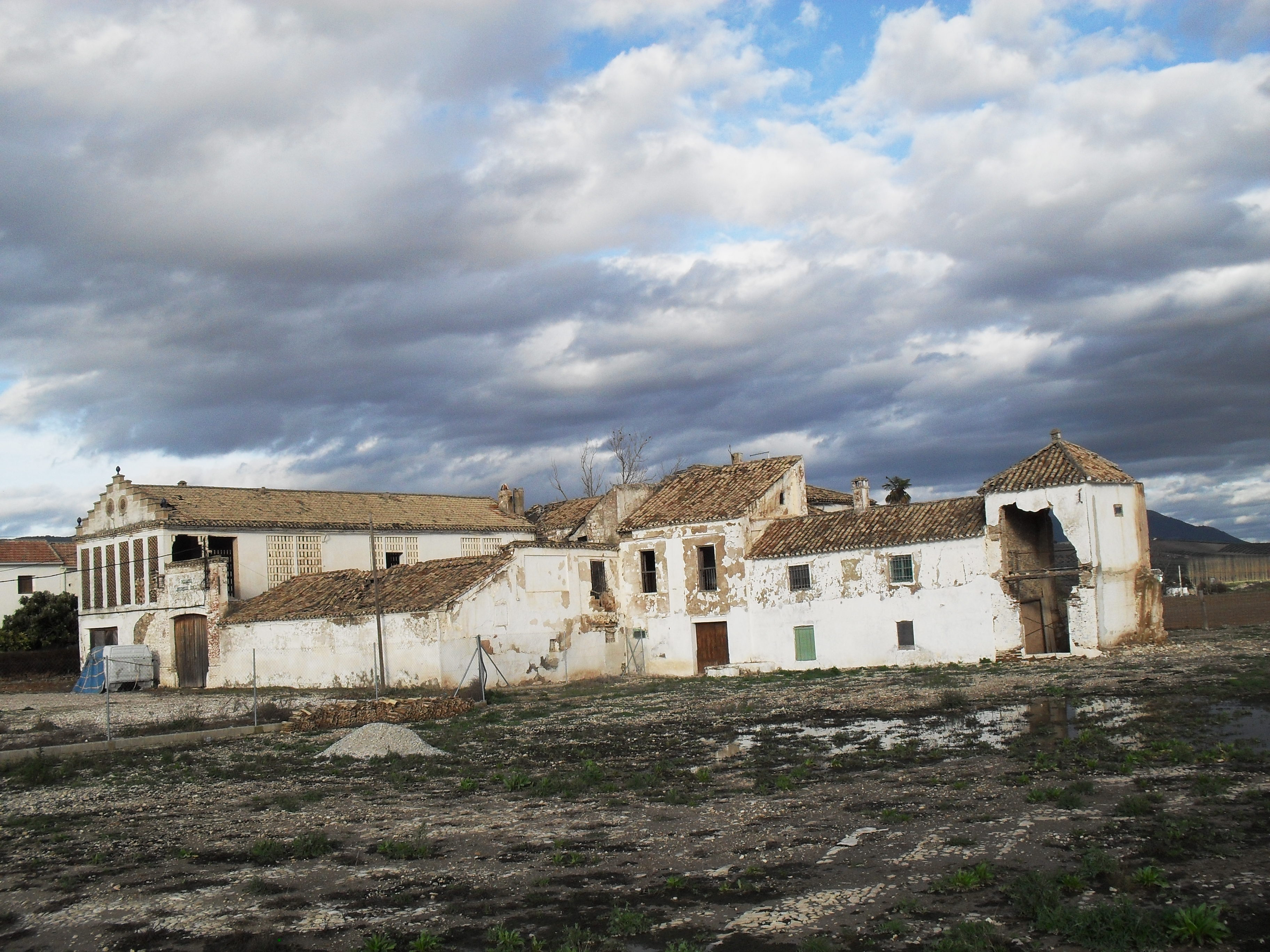
Vista general del Cárcamo Bajo

En la actualidad, dentro del caserío, destacan el cortijo del Cárcamo Alto, convertido en una Sociedad agraria de transformación (SAT) homónima, que se encarga de explotar las tierras de la zona. El cortijo se conforma de zonas destinadas tanto a la vivienda como al almacenaje y transformación de productos agrícolas. Lindando con este, se localiza el Cárcamo Bajo, en un estado muy degradado. Su actual tipología constructiva se remonta al siglo XVIII, aunque la zona estaba ocupada por otras edificaciones desde el período de la repoblación.
Por su localización entre cruce de caminos, también destaca la existencia de antiguas ventas. En la actualidad perdura la Venta Cuatro Caminos, aunque otras como el antiguo Cortijo de Chiscales han desaparecido.